# Salamat (rzeka)
Salamat, Bahr Salamat – rzeka, częściowo okresowa, przepływająca przez terytorium Czadu i Sudanu.
Źródła rzeki znajdują się u podnóża łańcucha wulkanicznego Dżabal Marra, znajdującego się w środkowym Darfurze, w Sudanie. Swój bieg zaczyna jako Bahr Azoum, która przez większą część roku jest suchym uedem, potrafiącym jednak w porze deszczowej wywołać poważne powodzie i pod tą nazwą płynie także w części Czadu. W środkowym biegu przepływa przez liczne części sawanny, a tereny wzdłuż brzegów są podmokłe. Cały bieg rzeki skierowany jest w kierunku południowo-zachodnim. Nad rzeką położone jest miasto Am Timan, centrum administracyjne regionu o tej samej nazwie. Poniżej Am Timan dzieli się na ramię wschodnie o nazwie Bahr Bola i wschodnie, opływające jezioro Iro będące przypuszczalnie pozostałością krateru uderzeniowego. Do jeziora uchodzi część wschodniego ramienia i od tego momentu rzeka przybiera nazwę Salamat. Na północ od jeziora leży Park Narodowy Zakouma, mniej więcej w połowie drogi między jeziorem a Am Timan.
Dalej, płynąc na południowy–zachód, obydwa ramiona się łączą i meandrują przez obszar sawanny, uchodząc do rzeki Szari ok. 50 km poniżej miasta Sarh. Rzeka ma około 1200 km długości, powierzchnię dorzecza o wielkości ok. 90 000 km². Średni miesięczny przepływ mierzony w stacji hydrologicznej Am Timan wynosi ~ 168 m³/s a największy występuje w sierpniu i wrześniu, często powodując powodzie.